# Monts Iran
Pour l’article homonyme, voir Iran (homonymie).
Les monts Iran sont une chaîne de montagnes sur l'île de Bornéo. Ils sont situés sur la frontière entre l'Indonésie et la Malaisie,.